# أوغست دو مارمون
أوغوست فريديريك لوي فييس دو مارمون (بالفرنسية: Auguste Frédéric Louis Viesse de Marmont) أو أوغوست دو مارمون دوق راغوزا الأول (20 يوليو 1774 - 22 مارس 1852) كان جنرالًا فرنسيًا ونبيلًا ومشيرًا في الجيش الفرنسي.

## روابط خارجية
- أوغست دو مارمون على موقع الموسوعة البريطانية (الإنجليزية)